# Ignacy Wasserberg
Ignacy (Izak) Wasserberg (ur. 14 lipca 1879 w Krakowie, zm. 1942 w Auschwitz-Birkenau) – polski lekarz i filozof, przyjaciel Stanisława Ignacego Witkiewicza i Bronisława Malinowskiego.

## Życiorys
Syn Norberta (Nachuma Schulema, 1858–1940) i Fanny z domu Welczer (1858–1942/45). Miał siostry Sarę Salomeę zamężną Eibenschutz (1878–1961), Dorę (Dorotę, 1885–1942/45) i Paulinę (1882–1942/45) oraz brata Zygmunta Daniela (1891–1945). Ukończył II Gimnazjum w Krakowie. Następnie studiował filozofię na Uniwersytecie w Berlinie, Uniwersytecie w Monachium oraz filozofię i medycynę na Uniwersytecie Jagiellońskim. Dyplom doktora wszech nauk lekarskich otrzymał w Krakowie 29 marca 1906 roku. Tytuł doktora filozofii otrzymał w Krakowie 26 lipca 1909 roku na podstawie rozprawy Pojęcie ewolucji. Był czynnym członkiem Towarzystwa Filozoficznego w Krakowie.
27 stycznia 1912 roku ożenił się z Karoliną Florą Dorotą Oderfeldówną (1884–1944?), córką warszawskiego adwokata Adama Oderfelda (1856–1910) i Janiny Jadwigi z Koniców (1863–1924). Mieli syna Jerzego (1912–2002). Przez pewien czas wychowywał syna samotnie; mieszkał wtedy w Krakowie pod adresem Loretańska 4.
Po I wojnie rozszedł się z żoną, przyczyniła się do tego jej choroba umysłowa. Służył w Wojsku Polskim w stopniu kapitana. Od 1923 do 1937 roku pracował w komisji zdrowia sekretariatu Ligi Narodów w Genewie. Od 1921 do 1923 roku pracował jako lekarz w zakładzie psychiatrycznym w Wejherowie. Przypuszczalnie pracował również w zakładzie psychiatrycznym w Filadelfii.
7 września 1942 został deportowany z obozu w Drancy do Auschwitz, gdzie zginął. Na nowym cmentarzu żydowskim w Krakowie znajduje się symboliczny grób Ignacego Wasserfelda i innych członków jego rodziny, którzy zginęli w latach II wojny światowej.
Ignacy Wasserberg przyjaźnił się z Witkacym i Bronisławem Malinowskim. Przyjaźń z Witkiewiczem przetrwała do lat 30.; w 1935 roku Witkacy ofiarował mu pracę Pojęcia i twierdzenia implikowane przez pojęcia istnienia z osobistą dedykacją. Młody Witkiewicz przez pewien czas rozważał ożenek z Anną Oderfeldówną, siostrą żony Wasserberga. Witkacy kilkukrotnie portretował Wasserberga; zachowały się dwa portrety olejne i fotografia rysunku węglem. Jeden z obrazów zakupiony został od Klary Wasserberg w 1961 roku, znajduje się w zbiorach Muzeum Okręgowego w Toruniu. Drugi obraz został podarowany przez Janinę Kardas w 1977 roku Muzeum Narodowemu w Krakowie.
Według Grażyny Kubicy filozof został przedstawiony w młodzieńczej powieści Witkacego 622 upadki Bunga, czyli Demoniczna kobieta jako doktor Riexenburg. Janusz Degler pierwowzoru Riexenburga upatruje w zakopiańskim lekarzu Edmundzie Majewiczu.
Wasserberg korespondował z Janem Lechoniem.

## Prace
- Stosunek pomiędzy materją i formą zjawisk u Kanta. „Przegląd Filozoficzny” 6 (3), s. 261, 1903
- Kilka uwag o krytycyzmie Kanta. „Przegląd Filozoficzny” 8 (2), s. 127–134, 1905
- „Pojęcie rozwoju” W: Świat i człowiek. Wykład zagadnień wiedzy w świetle teorji rozwoju. Warszawa: A. Heflich, S. Michalski, 1908
- „Progi pobudliwości nerwowej w świetle zasady selekcji” W: Ciągliński A (red). Prace 1-go Zjazdu neurologów, psychiatrów i psychologów polskich odbytego w Warszawie 11–12–13 października 1909 r. Warszawa: E. Wende i sp., 1910 s. 780–785
- „Pragmatyzm”: W: Maurycy Straszewski (red.) W poszukiwaniu prawdy. Wstęp do teorji poznania. Kraków, 1911 s. 129–139
- Irracjonalizm H. Bergsona. „Przegląd Filozoficzny” 15 (2), s. 145–160, 1912
- Jakóba Fryderyka Ferriera krytyka idealizmu (Autoreferat). „Ruch Filozoficzny” 4 (3), s. 80, 1914
- The Health Organisation and the Narcotics Problem (1921–1933). „Quarterly Bulletin of the Health Organisation of the League of Nations” 3, 49–71, 1934
- L′Organisation d′hygiène et le problème des stupéfiants (1921–1933), 1934
- Contribution à l′étude du charlatanisme. „Bulletin de l′organisation d′hygiène de la Société des Nations” 3, s. 594, 1935
- An essay on charlatanism. „Quarterly Bulletin of the Health Organisation of the League of Nations” 4, s. 555–617, 1935